# Никола Ножаров
Никола (Николай) Петров Ножаров е български офицер, подполковник, офицер от Сръбско-българската война (1885), участник в преврата през 1886 г., офицер от Тиловото управление на 2-ра армия през Балканската (1912 – 1913) и Междусъюзническата война (1913), завеждащ службата по охрана в управлението на железопътните съобщения през Първата световна война (1915 – 1918).

## Биография
Никола Ножаров е роден на 4 декември 1858 година в Неврокоп, Османска империя. През 1879 година постъпва в Кавалерийското юнкерско училище в Елисаветград, Русия, като завършва през 1881 година и на 8 септември е произведен в чин подпоручик. На 30 август 1884 година е произведен в чин поручик. Взема участие в Сръбско-българската война в 1885 година, след което участва в опита за детрониране на княж Александър I, по време на който е назначен за градоначалник на София. На 1 октомври 1886 година, след контрапреврата е уволнен от служба. На 7 декември 1898 година е върнат на служба и на 18 май 1901 година е произведен в чин капитан. На 3 август 1909 година отново е уволнен от служба.
Участва активно в дейността на Македонската организация. Ножаров замисля отвличането за откуп на кмета на София радослависта Христо Басмаджиев, но планът е отхвърлен от Борис Сарафов. Ножаров вербува войници за четници в Македония и организира кражби на оръжие от войската за снабдяване на четите. При разкола във Върховния комитет Ножаров подкрепя противната на Сарафов групировка.
През 1912 година капитан Ножаров е мобилизиран и взема участие в Балканската (1912 – 1913) и Междусъюзническата война (1913), като служи в Тиловото управление на 2-ра армия. На 28 юли 1913 година е произведен в чин майор.
През Първата световна война (1915 – 1918) о. з. майор Ножаров е командирован в Управлението на началника на железопътните съобщения, където служи като завеждащ службата по охрана. На 30 май 1918 година е произведен в чин о. з. подполковник. „За отличия и заслуги през втория и третия период на войната“ съгласно заповед № 355 от 1921 година по Министерството на войната е награден с Народен орден „За военна заслуга“, V степен на военна лента с корона, а съгласно заповед № 464 от 1921 година по Министерството на войната е награден с Народен орден „За военна заслуга“ IV степен на военна лента. На 5 август 1920 година преминава в опълчението.
Сестрата на Никола Ножаров Нука (Теофани) е женена за Евтим Спространов.

## Военни звания
- Подпоручик (8 септември 1881)
- Поручик (30 август 1884)
- Капитан (18 май 1901)
- Майор (28 юли 1913)
- Подполковник (30 май 1918)

## Образование
- Кавалерийско юнкерско училище в Елисаветград, Русия (1879 – 1881)

## Награди
- Народен орден „За военна заслуга“, V степен на военна лента с корона (1921)
- Народен орден „За военна заслуга“ IV степен на военна лента (1921)